# The Root of All Evil (documentar)
The Root of All Evil?, redenumit ulterior ca The God Delusion, este un film documentar scris și prezentat de biologul evoluționist Richard Dawkins. Este format din două părți: The God Delusion și The Virus of Faith.